# Julia C. Schneider
Julia C. Schneider ist eine deutsche Sinologin.

## Leben
Julia C. Schneider studierte von 1997 bis 2005 an der Universität Heidelberg, an der Universität Wien, an der Beijing Foreign Studies University (Beijing waiguoyu daxue) und an der Humboldt-Universität zu Berlin. Nach der Promotion 2013 in Ostasienwissenschaften (Moderne Sinologie & Oriental Languages and Cultures) an der Universität Gent und an der Universität Göttingen im bi- oder multinationalen Promotionsverfahren („Cotutelle“) war sie von 2019 bis 2024 Senior Lecturer und Lecturer am University College Cork in Irland. Seit 2024 ist sie Professorin für Sinologie an der Universität Hamburg.

## Forschung
Schneider ist Historikerin mit dem Schwerpunkt Sinologie und forscht in den Regionen China, Inner- und Nordostasien, in Eurasien und dem transregionalen Raum zur Ideen- und Geistesgeschichte, zur Ethnizität und zum Nationalismus. Sie analysiert die Gründe und die Art der Geschichtsschreibung. Ihr Augenmerk liegt auf marginalisierten Gruppen, darunter ethnische Minderheiten, vor allem mandschurische, mongolische, tibetische und turksprachige Gruppen und dem Aufkommen des Nationalismus, in dessen Folge die Gruppen Schwierigkeiten haben, ihre eigene Kultur, Sprache und Religion auszuüben. Schneider untersucht die historischen Wurzeln.
Zeitlich liegen die Schwerpunkte ihrer Forschungen in der späten Qing- und Republikzeit (1900–1930s), Qing (1636/1644–1912), Ming (1368–1644) und Dschurdschen Jin / Jurchen (1115–1234).
Von 2009 bis 2013 war sie Mitglied im Exzellenzcluster „Asia and Europe in a Global Context“ der Universität Heidelberg. Danach, in den Jahren 2014 bis 2019 war sie Vorstandsmitglied im Zentrum für Theorie und Methodik der Kulturwissenschaften (ZTMK) der Universität Göttingen sowie Vorstandsmitglied im Centre for Modern East Asian Studies (CeMEAS), ebenfalls in der Universität Göttingen.
Schneider ist Mitglied des Redaktionsausschusses der Buchreihe „Chinesische Kultur“ (Springer, Singapur).

## Schriften (Auswahl)
- Nation and ethnicity. Chinese discourses on history, historiography, and nationalism (1900s–1920s). Leiden 2017, ISBN 978-90-04-33011-5.

## Herausgeberschaften (Auswahl)
- mit Francesca Fiaschetti (Hrsg.): Political Strategies of Identity-Building in Non-Han Empires in China, in: Asiatische Forschungen (en), Volume 157, Harrassowitz Verlag, Wiesbaden, 2014. ISBN 978-3-447-10245-2
- mit K. Cawley (Hrsg.): Transnational East Asian Studies (en), Liverpool University Press, Liverpool, 2023. ISBN 978-1-8020-7730-8
- mit Milinda Banerjee, Simon Yarrow: Transregional Practices of Power (vier Bände einer Buchserie, en), De Gruyter, Berlin. ISSN 2625-235X

Band 1: Cord-Christian Casper: Against Anarchy. Political Alterity in Early Modernism, De Gruyter, Berlin, 2020.
Band 2: Krešimir Vuković: Wolves of Rome. The Lupercalia from Roman and Comparative Perspectives, De Gruyter, Berlin, 2023.
Band 5: Damien Tricoire, Christine O’Neill: The Colonial Dream. Imperial Knowledge and the French-Malagasy Encounters in the Age of Enlightenment, De Gruyter, Berlin, 2023.
Band 6: Souvik Mukherjee: Indian Boardgames, Colonial Avatars. Transculturation, Colonialism and Boardgames (angekündigt für 2025)